# 埃拉峰
46°26′27.9″N 8°53′27.4″E / 46.441083°N 8.890944°E

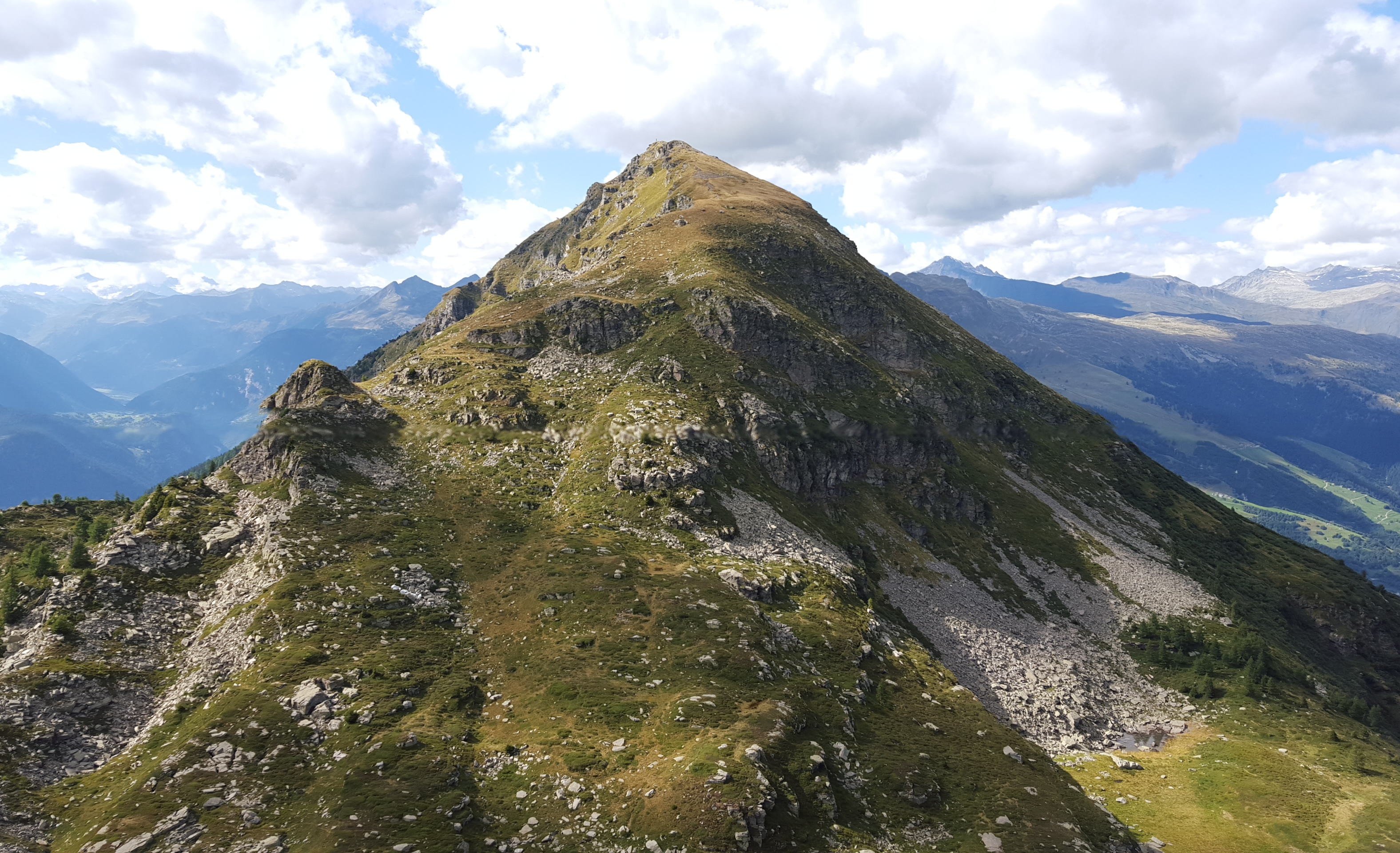

埃拉峰（Pizzo Erra），是瑞士的山峰，位於該國南部，由提契諾州負責管轄，屬於勒蓬廷山的一部分，該山峰海拔高度2,416米，每年平均降雨量2,204毫米。